# Cocoa West
Cocoa West est une census-designated place du comté de Brevard, dans l'État de Floride, aux États-Unis,. En 2020, elle compte une population de 5 939 habitants.